# ゲルハルト・トレメル
ゲルハルト・トレメル（Gerhard Tremmel、1982年10月28日 - ）は、ドイツ・ミュンヘン出身の元プロサッカー選手。ポジションは、ゴールキーパー。

## 経歴
地元クラブのバイエルン・ミュンヘンの下部組織でプレーを始め、数クラブに在籍したのち最終的にSpVggウンターハヒンクとプロ契約を結んだ。その後ドイツ国内のクラブを渡り歩き、2011年8月に現所属のスウォンジー・シティAFCと契約を結んだ。
2012–13シーズンの活躍は特筆すべきものがあり、シュートストップ率ではマヌエル・ノイアーに次ぎ欧州第2位の成績を記録した。
2016-17シーズン終了後に現役を引退し、スウォンジー・シティAFCのスカウトに就任した。

## タイトル

### クラブ
スウォンジー
- フットボールリーグカップ: 2012–13